# Cryptophagus uralensis
Cryptophagus uralensis là một loài bọ cánh cứng trong họ Cryptophagidae. Loài này được Bruce miêu tả khoa học năm 1963.